# Emeria simetitia
Emeria simetitia är en stekelart som beskrevs av Andrzej Wladyslaw Skalski 1988. Emeria simetitia ingår i släktet Emeria och familjen hårstrimsteklar.
Artens utbredningsområde är Italien. Inga underarter finns listade i Catalogue of Life.